# Acokanthera oppositifolia
Acokanthera oppositifolia, jedna od pet vrsta grmovite biljke porodice Apocynaceae ili zimzelenovki. Biljka u sebi sadrži otrov, srčane glikozide koji se koristi za premazivanje vršaka strelica za lov, uključujući i lov na slonove, ali i u suvremenijimm ratovima njime su se trovali šiljci Čičak (oružje).
Domovina joj je Afrika (Abesinija i južna Afrika). Posjeduje ju i Botančki vrt u Grazu.

## Sinonimi
- Toxicophlaea thunbergii Harv.
- Acokanthera venenata (Burm.f.) G.Don

## Galerija
- lišće
- Phymateus viridipes hrani se na lišću A. oppositifolie, Ruimsig Botanical Garden, Johannesburg.
- Huntington Gardens (Los Angeles, Kalifornija)

## Vanjske poveznice
|  | Zajednički poslužitelj ima još gradiva o temi Acokanthera oppositifolia |
|  | Wikivrste imaju podatke o taksonu Acokanthera oppositifolia             |